# Catocala victoria
Catocala victoria là một loài bướm đêm trong họ Erebidae.